# Démonstration des lois de Kepler
 (mai 2025).
La mise en forme du texte ne suit pas les recommandations de Wikipédia : il faut le « wikifier ».
Les points d'amélioration suivants sont les cas les plus fréquents. Le détail des points à revoir est peut-être précisé sur la page de discussion.
- Les titres sont pré-formatés par le logiciel. Ils ne sont ni en capitales, ni en gras.
- Le texte ne doit pas être écrit en capitales (les noms de famille non plus), ni en gras, ni en italique, ni en « petit »…
- Le gras n'est utilisé que pour surligner le titre de l'article dans l'introduction, une seule fois.
- L'italique est rarement utilisé : mots en langue étrangère, titres d'œuvres, noms de bateaux, etc.
- Les citations ne sont pas en italique mais en corps de texte normal. Elles sont entourées par des guillemets français : « et ».
- Les listes à puces sont à éviter, des paragraphes rédigés étant largement préférés. Les tableaux sont à réserver à la présentation de données structurées (résultats, etc.).
- Les appels de note de bas de page (petits chiffres en exposant, introduits par l'outil «  Source ») sont à placer entre la fin de phrase et le point final[comme ça].
- Les liens internes (vers d'autres articles de Wikipédia) sont à choisir avec parcimonie. Créez des liens vers des articles approfondissant le sujet. Les termes génériques sans rapport avec le sujet sont à éviter, ainsi que les répétitions de liens vers un même terme.
- Les liens externes sont à placer uniquement dans une section « Liens externes », à la fin de l'article. Ces liens sont à choisir avec parcimonie suivant les règles définies. Si un lien sert de source à l'article, son insertion dans le texte est à faire par les notes de bas de page.
- La présentation des références doit suivre les conventions bibliographiques. Il est recommandé d'utiliser les modèles {{Ouvrage}}, {{Chapitre}}, {{Article}}, {{Lien web}} et/ou {{Bibliographie}}. Le mode d'édition visuel peut mettre en forme automatiquement les références.
- Insérer une infobox (cadre d'informations à droite) n'est pas obligatoire pour parachever la mise en page.

Pour une aide détaillée, merci de consulter Aide:Wikification.
Si vous pensez que ces points ont été résolus, vous pouvez retirer ce bandeau et améliorer la mise en forme d'un autre article.
 (mai 2025).
 (mai 2025).
Si vous disposez d'ouvrages ou d'articles de référence ou si vous connaissez des sites web de qualité traitant du thème abordé ici, merci de compléter l'article en donnant les références utiles à sa vérifiabilité et en les liant à la section « Notes et références ».
Pour les articles homonymes, voir Kepler.
Pour un article plus général, voir Lois de Kepler.
Les lois de Kepler ont été découvertes à partir des observations de Tycho Brahe à la fin du XVIe siècle et de leur analyse poussée par Johannes Kepler dans les décennies qui ont suivi. 
En 1687 dans les Philosophiae naturalis principia mathematica, Isaac Newton introduit la force de gravitation, qui se veut être à la fois une explication aux mouvements des planètes, et à la pesanteur sur Terre. Le problème exposé ici est de démontrer que la seule expression de la loi universelle de la gravitation, combinée au principe fondamental de la dynamique, fournit une justification des lois empiriques de Kepler. Il fut résolu par Newton. C'est cette démonstration algébrique qui est donnée ici, en utilisant des conventions d'écriture modernes.
Une autre démonstration géométrique a été donnée par Richard Feynman, durant ses cours. Il ne l'a pas publiée, mais  David L. Goodstein et Judith R. Goodstein l'ont fait en 1996 (Feynman’s lost lecture: The motion of planets around the Sun, Norton, 1996), cette démonstration géométrique étant reprise par Brian Beckman en 2006 dans The Journal of Symbolic Geometry, volume 1, qui cite la référence précédente. Une traduction française de la démonstration de Feynman, avec des explications détaillées, figure dans R. Feynman, D. et J. Goodstein, Le mouvement des planètes autour du Soleil : Le cours perdu de Feynman, Cassini, 2009.

## Conventions et notations pour les démonstrations qui vont suivre
Pour simplifier, prenons le Soleil comme origine du référentiel, l'axe z perpendiculaire à la droite passant par le Soleil et la planète et perpendiculaire à la direction de la vitesse de la planète au temps t = 0.
L'axe x dans la direction correspondant à la distance la plus petite entre le Soleil et la planète. La distance la plus grande entre le Soleil et la planète sera dans la direction -x.
- {\displaystyle M\,}: la masse du Soleil.
- {\displaystyle m\,} : la masse de la planète.
- {\displaystyle O\,} : la position du Soleil. C'est l'origine du référentiel.
- {\displaystyle P\,} : la position de la planète.
- {\displaystyle t=0\,}: l'instant où la planète se trouve le plus proche du Soleil.
- {\displaystyle {P_{0}}\,}: la position de la planète au temps {\displaystyle t=0\,}.

Elle s'appelle le périhélie. C'est le point de la trajectoire près de Hélios; soit le plus proche du Soleil.
- {\displaystyle a\,} : la longueur du grand rayon (ou demi-grand axe).
- {\displaystyle b\,} : la longueur du petit rayon (ou demi-petit axe).
- {\displaystyle c\,} : la distance séparant le centre de l'ellipse et un des foyers.

- {\displaystyle {\overrightarrow {r}}={\overrightarrow {OP}}} : le vecteur allant du Soleil à la planète.
- {\displaystyle r=\|{\overrightarrow {r}}\|=\|{\overrightarrow {OP}}\|} = la distance du Soleil à la planète.
- {\displaystyle {\overrightarrow {r_{0}}}={\overrightarrow {OP_{0}}}} : le vecteur allant du Soleil à la planète au temps {\displaystyle t=0\,}.
- {\displaystyle {\overrightarrow {V}}} : la vitesse de la planète.
- {\displaystyle {\overrightarrow {V_{0}}}} : la vitesse de la planète au temps {\displaystyle t=0\,}.
- {\displaystyle {\overrightarrow {F}}} : la force d'attraction de la planète par le Soleil.
- {\displaystyle {\overrightarrow {L}}=m\cdot {\overrightarrow {r}}\wedge {\overrightarrow {V}}} : le moment cinétique relativement à l'origine où se trouve le Soleil.

C.f. le produit vectoriel "{\displaystyle \wedge \,}" pour des informations sur cet opérateur.

## Première partie de la première loi (1609)
Dans un référentiel immobile par rapport au Soleil, la trajectoire d'une planète se trouve dans un plan.
- Démonstration :

Cela résulte du fait que le Soleil attire la planète selon une force centrale. C'est-à-dire une force qui est toujours dirigée de la planète vers le Soleil.
En effet, étant données une position {\displaystyle {\overrightarrow {r_{0}}}} et une vitesse {\displaystyle {\overrightarrow {V_{0}}}} initiales, cela définit un plan. Selon nos conventions ci-dessus, c'est le plan passant par l'origine O, contenant les axes x et y.
Puisque la force est centrale, elle et l'accélération sont dans une direction se trouvant dans ce même plan. Donc les variations de vitesses et les variations de positions resteront dans ce même plan. En conclusion toute la trajectoire restera dans ce plan.
La deuxième loi de Kepler donnera une deuxième démonstration de cette partie.

## Deuxième loi, loi des aires (1609)

La planète prendra le même temps à parcourir la trajectoire rouge qu'elle en prendra pour parcourir la trajectoire bleue car les aires A et B sont égales.

Soit A(t) l'aire de la surface balayée par le rayon vecteur {\displaystyle {\vec {r}}} durant le mouvement, alors cette seconde loi indique que des aires égales sont balayées dans des temps égaux.
{\displaystyle A(t)={\frac {\|{\vec {L}}\|}{2m}}\,t}
- Démonstration :

En dérivant le moment cinétique {\displaystyle {\overrightarrow {L}}=m{\overrightarrow {r}}\wedge {\overrightarrow {V}}} par rapport au temps, on obtient :
{\displaystyle {\frac {d{\overrightarrow {L}}}{dt}}=m{\overrightarrow {V}}\wedge {\overrightarrow {V}}+m{\overrightarrow {r}}\wedge {\frac {1}{m}}{\overrightarrow {F}}} qui vaut 0.
Donc le moment cinétique est un vecteur constant. Cela résulte du fait que la force est centrale (voir mouvement à force centrale)
D'autre part : {\displaystyle {\frac {\|{\vec {L}}\|}{m}}=rVsin(\alpha )=2{\frac {dA(t)}{dt}}} où {\displaystyle V=\|{\vec {V}}\|} et {\displaystyle \alpha } désigne l'angle entre {\displaystyle {\vec {r}}} et {\displaystyle {\vec {V}}}.
En effet, durant {\displaystyle dt}, le double de l'aire du triangle délimité par {\displaystyle {\vec {r}}(t)} et {\displaystyle {\vec {r}}(t+dt)} vaut {\displaystyle \|{\vec {r}}(t)\wedge {\vec {r}}(t+dt)\|=\|{\vec {r}}(t)\wedge ({\vec {r}}(t)+{\overrightarrow {V}}(t)dt)\|=\|{\vec {r}}(t)\wedge {\overrightarrow {V}}(t)\|\,dt}.
En conséquence : {\displaystyle A(t)={\frac {\|{\vec {L}}\|}{2m}}\,t}.
Autre démonstration purement mathématique:
En notant  {\displaystyle (x(t),y(t))} la position du point M à l'instant t, l'aire balayée par le rayon vecteur {\displaystyle {\vec {r}}} pendant le temps t est l'aire du domaine délimité par la trajectoire du point M pendant cette même durée, cette aire vaut d'après la formule de Green-Riemann, {\displaystyle A(t)={\frac {1}{2}}\int _{0}^{t}(x(t)y'(t)-y(t)x'(t))dt}. (La contribution des autres courbes délimitant le domaine sont bien évidemment nulles, il s'agit d'un segment de l'axe (Ox) et d'une droite passant par l'origine.
En remarquant que: {\displaystyle x(t)y'(t)-y(t)x'(t)=x^{2}(t){\frac {d}{dt}}\left({\frac {y(t)}{x(t)}}\right)}, il vient:
{\displaystyle A(t)={\frac {1}{2}}\int _{0}^{t}x^{2}(t){\frac {d}{dt}}\left({\frac {y(t)}{x(t)}}\right)dt}.
En posant: {\displaystyle x(t)=r(t)\cos(\theta (t))} et {\displaystyle y(t)=r(t)\sin(\theta (t))}, il vient :

{\displaystyle A(t)={\frac {1}{2}}\int _{0}^{t}r^{2}(t)\cos ^{2}(\theta (t)){\frac {d}{dt}}(\tan(\theta (t)))dt={\frac {1}{2}}\int _{0}^{t}r^{2}(t){\frac {d\theta (t)}{dt}}dt}. 
Or, dans le cas d'un mouvement à force centrale: {\displaystyle r^{2}(t){\frac {d\theta }{dt}}={\frac {L}{m}}}, d'où finalement:
{\displaystyle A(t)={\frac {\|{\vec {L}}\|}{2m}}\,t}.

## Deuxième partie de la première loi (1609)
Dans un référentiel immobile par rapport au Soleil, la trajectoire d'une planète est elliptique, un foyer étant le Soleil. Le Soleil n'est un des foyers qu'approximativement, du fait que sa masse M est très supérieure à celle de la masse m de la planète.
Pour être exact, il faudrait se placer au centre de gravité du système Soleil-planète.
- Démonstration :

Ce fait est directement lié au fait que l'hodographe est un cercle dans le cas de l'attraction universelle de Newton.
Le principe fondamental de la dynamique s'écrit :
{\displaystyle {\frac {d{\vec {V}}}{dt}}=-{\frac {GM}{r^{2}}}\,{\hat {r}}} où {\displaystyle {\hat {r}}={\frac {\vec {r}}{r}}}.
Par changement de variable, on a :
{\displaystyle {\frac {d{\vec {V}}}{d\theta }}{\frac {d\theta }{dt}}=-{\frac {GM}{r^{2}}}\,{\hat {r}}}.
Rappelons l'expression de la loi des aires obtenue au paragraphe précédent : {\displaystyle A(t)={\frac {\|{\vec {L}}\|}{2m}}\,t}.
Ainsi, l'aire balayée pendant un temps {\displaystyle dt\,} égale {\displaystyle {\frac {\|{\vec {L}}\|}{2m}}\,dt}. Or cette aire vaut {\displaystyle {\frac {1}{2}}r^{2}d\theta }.
Donc {\displaystyle {\frac {d\theta }{dt}}={\frac {\|{\vec {L}}\|}{mr^{2}}}}.
En combinant ces deux relations, on obtient :{\displaystyle {\frac {d{\vec {V}}}{d\theta }}=-{\frac {GMm}{\|{\vec {L}}\|}}\,{\hat {r}}}
D'où en intégrant par rapport à {\displaystyle \theta } : {\displaystyle {\vec {V}}={\frac {GMm}{\|{\vec {L}}\|}}\,{\hat {\theta }}+{\vec {V}}_{0}}    car    {\displaystyle {\frac {d{\hat {\theta }}}{d\theta }}=-{\hat {r}}}.
{\displaystyle {\hat {\theta }}} = le vecteur unité perpendiculaire à {\displaystyle {\hat {r}}} dans le plan de la trajectoire, dirigé dans le sens le plus proche de celui de la vitesse.
Ce résultat s'appelle : théorème de Hermann, Laplace, Runge, Lenz, Hamilton : cf. vecteur de Runge-Lenz.
L'hodographe est un cercle excentré par rapport à l'origine des vitesses. Il en résulte que la trajectoire est une conique : si l'origine des vitesses est à l'intérieur du cercle, la conique est une ellipse ; si elle est à l'extérieur, c'est une hyperbole ; cas limite : une parabole. Ce théorème de cinématique est très vieux, mais on l'attribue à tort à Hamilton ; il était encore enseigné dans le cours de cosmographie de « math-élem » (terminale S actuelle) : cf. par exemple Lebossé, cours de mathématiques élémentaires. On va en donner la démonstration due à Edmund Landau, très algébrique :
Le théorème précédent se réécrit après multiplication vectorielle par {\displaystyle {\frac {\vec {L}}{GMm}}} et simplifications : 
{\displaystyle {\frac {{\vec {V}}\wedge {\vec {L}}}{GMm}}={\frac {1}{\|{\vec {L}}\|}}\,{\hat {\theta }}\wedge {\vec {L}}+{\frac {{\vec {V}}_{0}\wedge {\vec {L}}}{GMm}}={\hat {r}}+{\vec {e}}}.
{\displaystyle {\vec {e}}} s'appelle le vecteur d'excentricité. Il est constant car {\displaystyle {\vec {L}}} est constant, tel que montré plus haut.
Puis en effectuant le produit scalaire avec {\displaystyle {\vec {r}}} et en simplifiant :
{\displaystyle e\,r\,\cos \theta =p-r}, avec {\displaystyle p={\frac {L^{2}}{GMm^{2}}}},
soit {\displaystyle r={\frac {p}{1+e\,\cos \theta }}},
ce qui est la définition focale d'une conique en coordonnées polaires, d'excentricité {\displaystyle e={\frac {c}{a}}} et de paramètre {\displaystyle p={\frac {b^{2}}{a}}}, d'angle polaire ayant pour origine le périhélie, comme il est usuel de le faire.
Si l'on prend l'aphélie comme origine : {\displaystyle r={\frac {p}{1-e\,\cos \theta }}}.

## Troisième loi (1618)

Illustration de la relation entre le demi-grand axe et la période orbitale.

Le carré de la période {\displaystyle T\,} varie comme le cube du demi-grand axe {\displaystyle a\,} : {\displaystyle {\frac {a^{3}}{T^{2}}}={\frac {GM}{4\pi ^{2}}}}
{\displaystyle GM} s'appelle la constante gravitationnelle de Gauss : elle est connue avec une extraordinaire précision, dix chiffres significatifs et vaut {\displaystyle 0{,}01720209895\,} rad/j (alors que G n'est connue qu'avec 5 chiffres significatifs).
Démonstration :
- En utilisant : {\displaystyle A(T)=\pi ab={\frac {L}{2m}}\,T} et {\displaystyle p={\frac {b^{2}}{a}}={\frac {L^{2}}{GMm^{2}}}},

puis en éliminant {\displaystyle L\,} entre ces égalités, on obtient le résultat annoncé.
Par conséquent, toutes les ellipses de même grand axe, quelle que soit leur excentricité {\displaystyle e\,}, ont la même période de révolution jusqu'à la circulaire où {\displaystyle e=0\,}.